# Müllerův–Rochowův proces

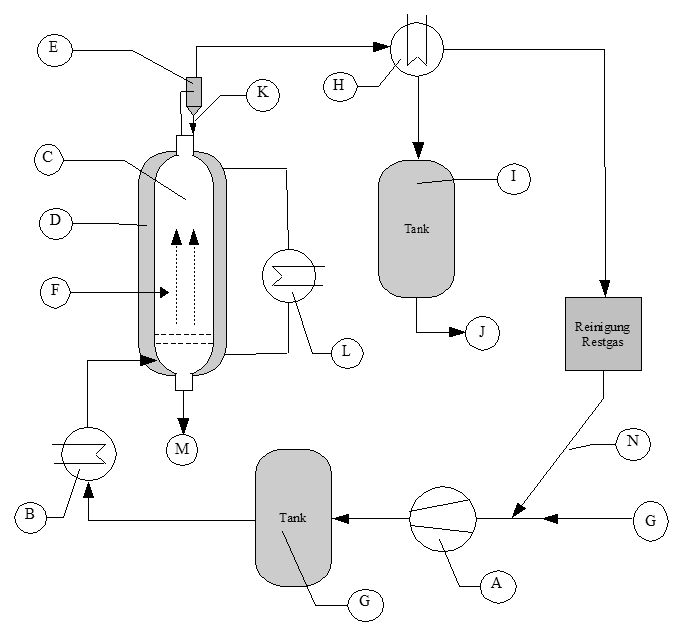
Müllerův–Rochowův proces - schéma

Müllerův–Rochowův proces je nejčastějším způsobem průmyslové výroby organických sloučenin křemíku. Popsali jej ve 40. letech 20. století Eugene G. Rochow a Richard Müller.
Při tomto procesu reagují za katalýzy mědí alkylhalogenidy s elementárním křemíkem ve fluidním reaktoru. I když lze teoreticky použít jakýkoliv alkylhalogenid, tak se nejlepších selektivit a výtěžností dosahuje u chlormethanu (CH3Cl). Teplota při reakci bývá 300 °C a tlak 200–500 kPa., za těchto podmínek se přemění 90–98 % křemíku a 30–90 % chlormethanu. Ročně se takto vyrobí kolem 1 400 000 tun dimethyldichlorsilanu (Me2SiCl2).
Vzhledem ke složitému provedení a vysokým vstupním nákladům provádí tento proces jen málo společností.

## Reakce a mechanismus
Součástí procesu jsou tyto reakce (Me = CH3):
x MeCl + Si → Me3SiCl, Me2SiCl2, MeSiCl3, Me4Si2Cl2, …
Dimethyldichlorsilan (Me2SiCl2) má význam jako prekurzor silikonů, na jejich výrobu se ovšem dají použít i trimethylsilylchlorid (Me3SiCl) a methyltrichlorsilan (MeSiCl3).
Mechanismus Müllerova–Rochowova procesu není popsán úplně. Významnou úlohu v něm má měď. Měď a křemík vytváří intermetalický meziprodukt o přibližném složení Cu3Si, jenž zprostředkovává tvorbu vazeb Si–Cl a Si–Me. Tvorbu Me–SiCl jednotek umožňuje blízkost Si–Cl a aduktu Cu-chlormethan. Přísun druhého chlormethanu vede k uvolnění Me2SiCl2. Měď se tedy oxiduje z oxidačního čísla 0 a poté zpětně redukuje, čímž se obnovuje katalyzátor.
Reakce může být ukončena mnoha způsoby, takže se vytváří velké množství produktů; například ze dvou Si–Cl skupin vzniká skupina SiCl2, která za katalýzy mědí reaguje s MeCl na MeSiCl3.
Vedle mědi katalyzátor obsahuje i přísady, které zvyšují jeho aktivitu. Těmito přísadami mohou být například zinek, cín, antimon, hořčík, vápník, bismut, arsen nebo kadmium.

## Rozdělení produktů a jejich izolace
Hlavním produktem by měl být dichlordimethylsilan, Me2SiCl2, ale vytváří se i řada vedlejších produktů. Toto rozdělení produktů je žádoucí, protože je jejich izolace snadná a účinná. Každý methylchlorsilan má své využití; nejvyužitelnější je Me2SiCl2, používaný na výrobu mnoha jiných sloučenin křemíku. Další produkty jsou například surovinami pro výrobu polysiloxanů.
Hlavním produktem je dichlordimethylsilan, s výtěžkem 70–90 %. V druhém největším množství se vytváří methyltrichlorsilan (MeSiCl3), okolo 5–15 %. K dalším produktům patří Me3SiCl (2–4 %), MeHSiCl2 (1–4 %) a Me2HSiCl (0,1–0,5 %).
Me2SiCl2 se přečišťuje frakční destilací. Přestože mají jednotlivé chlormethylsilany podobné teploty varu (Me2SiCl2: 70 °C, MeSiCl3: 66 °C, Me3SiCl: 57 °C, MeHSiCl2: 41 °C, Me2HSiCl: 35 °C), tak se používají destilační kolony s vysokými kapacitami, zapojené do řad. Na čistotě produktů silně závisí tvorba polysiloxanů, jsou-li přítomny nečistoty, tak se objevuje větvení.